# Xã Crystal Lake, Quận Aurora, South Dakota
Xã Crystal Lake (tiếng Anh: Crystal Lake Township) là một xã thuộc quận Aurora, tiểu bang Nam Dakota, Hoa Kỳ. Năm 2010, dân số của xã này là 51 người.